# Fernsehturm Nagoya
Der Fernsehturm Nagoya (japanisch 名古屋テレビ塔, Nagoya Terebitō) ist ein 180 Meter hoher Sendeturm mit Aussichtsplattform im Zentrum von Nagoya, Japan. Er stellt den ersten in Japan gebauten Fernsehturm und ein bedeutendes Wahrzeichen der Stadt Nagoya dar.

## Bauweise
Der Fernsehturm wurde in Stahlfachwerkbauweise ausgeführt. Die Bauphase dauerte 8½ Monate vom 29. September 1953 bis zum 19. Juni 1954. Der Entwurf stammt von Prof. Naitō Tachū von der Waseda-Universität, der später auch den Fernsehturm Sapporo und den Tokyo Tower entworfen hat. Die Bauausführung erfolgte durch ein Schiffbauunternehmen aus Kōbe, das ca. 1.000 Tonnen Stahl verwendete.
Am Fuße befinden sich in einer Höhe von 25 bzw. 30 Metern ein Restaurant, ein Souvenirladen und eine Galerie. Eine geschlossene Aussichtsplattform (Sky Deck) in einer Höhe von 90 Metern ermöglicht einen 360°-Panoramablick auf die Stadt. Das Sky Deck wird in einer Höhe von 100 Metern von einem Freiluftbalkon (Sky Balcony) überragt. Beide Plattformen mit einer Kapazität von 200 Personen sind für den Publikumsverkehr geöffnet und mit Fahrstühlen erreichbar. Nutzbar ist ebenso eine Treppe mit 310 Stufen.

## Nutzung
Der Turm wurde auch als Sendeturm genutzt. Vier Unternehmen nutzten den Turm zur Ausstrahlung folgender fünf Programme:
- NHK Allgemeiner Kanal
- NHK Bildungskanal
- CBC
- Tōkai TV
- Nagoya TV

Seit der Inbetriebnahme des Fernsehturms Seto ist die Sendetätigkeit des Fernsehturms Nagoya hinfällig geworden.

## Galerie

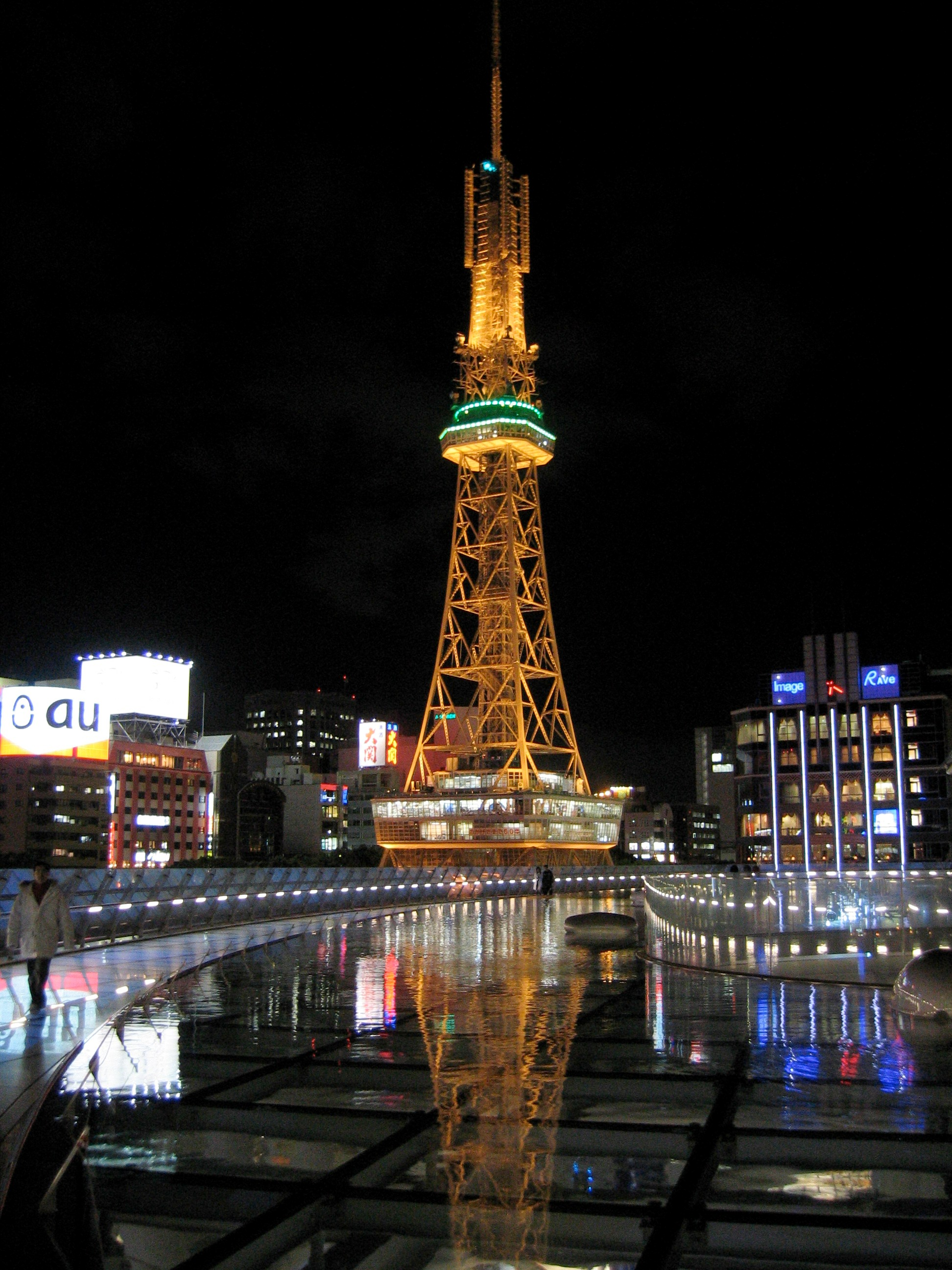
Ansicht bei Nacht
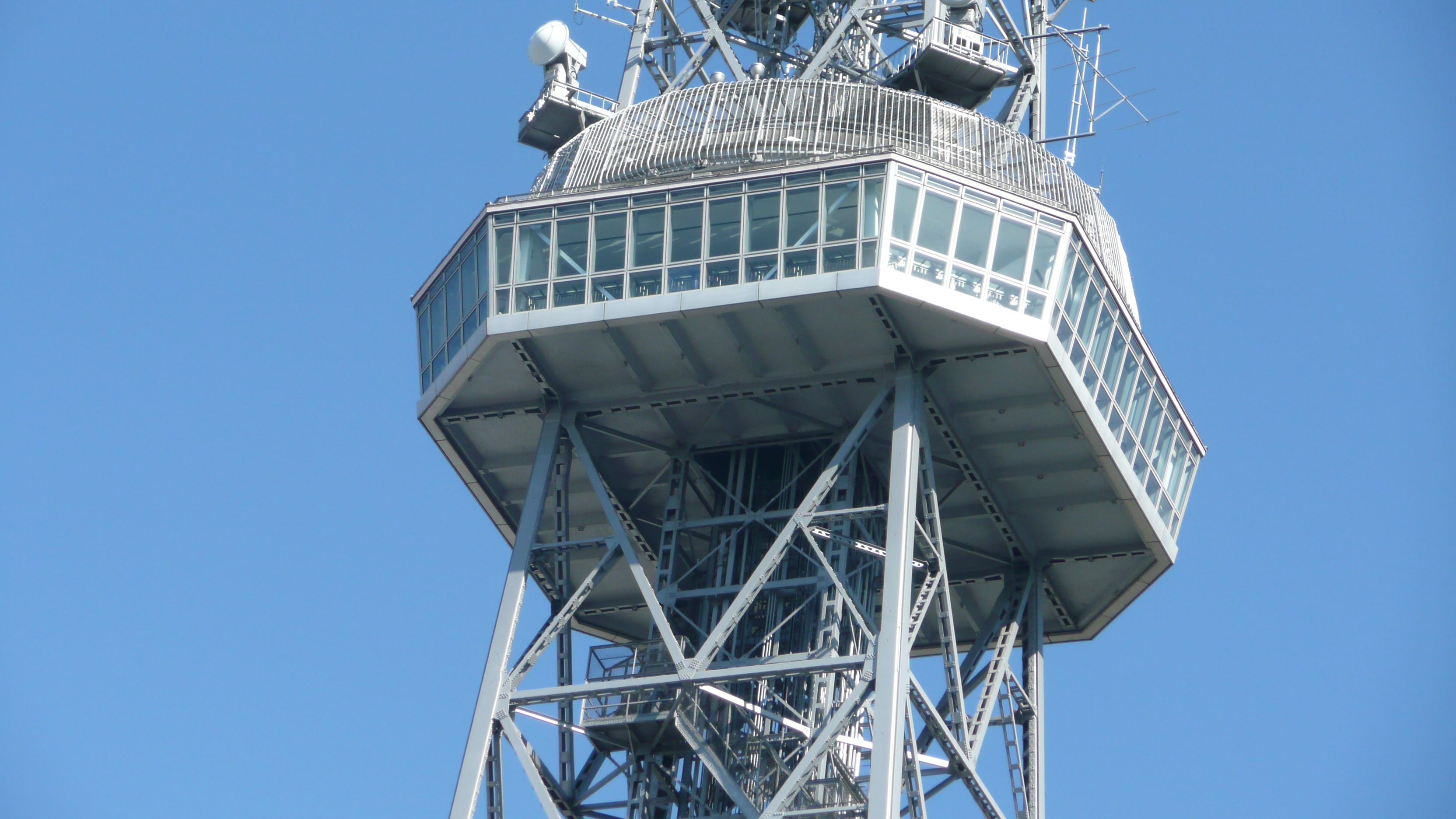
Aussichtsplattform
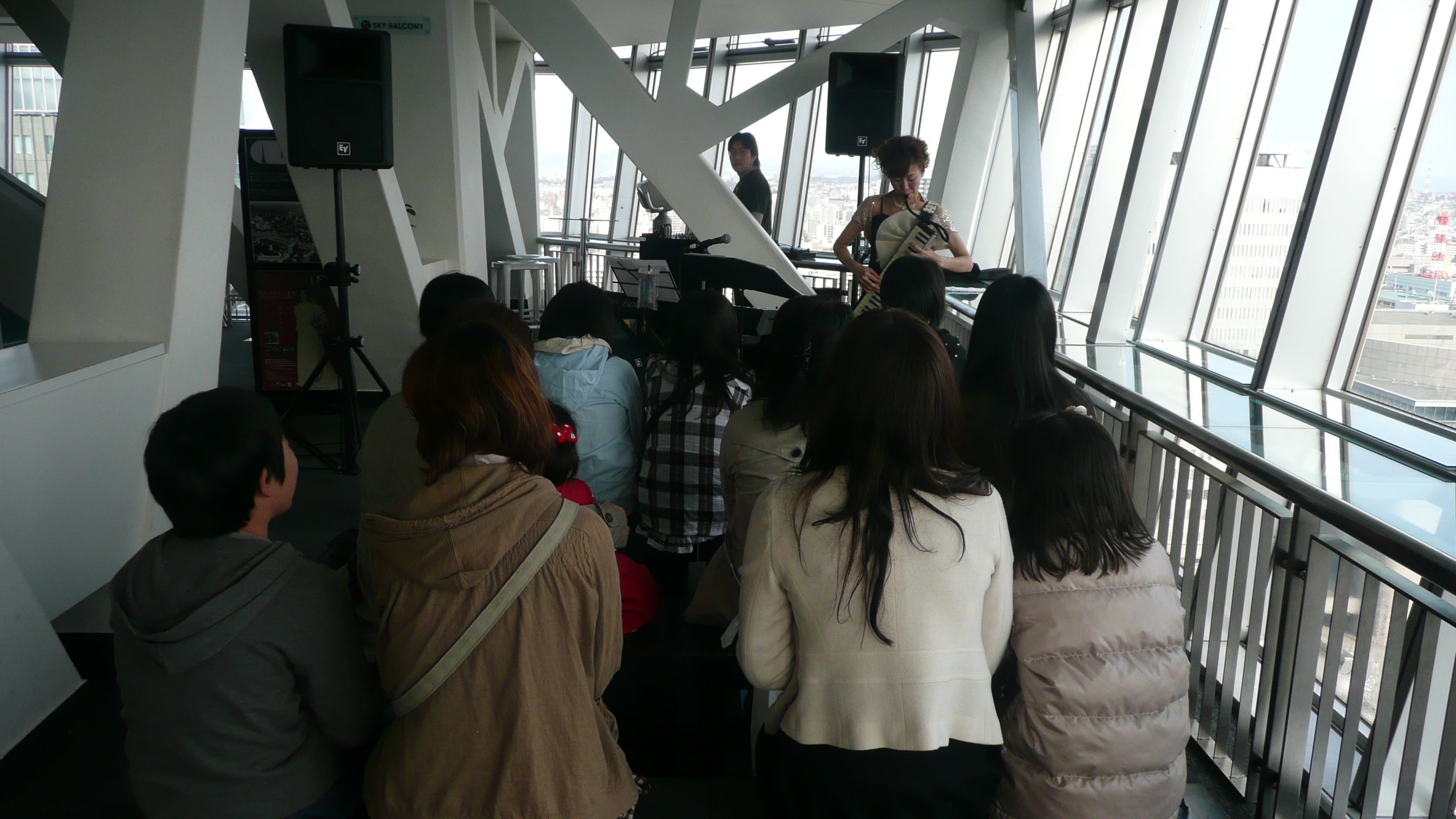
Innerhalb der Aussichtsplattform
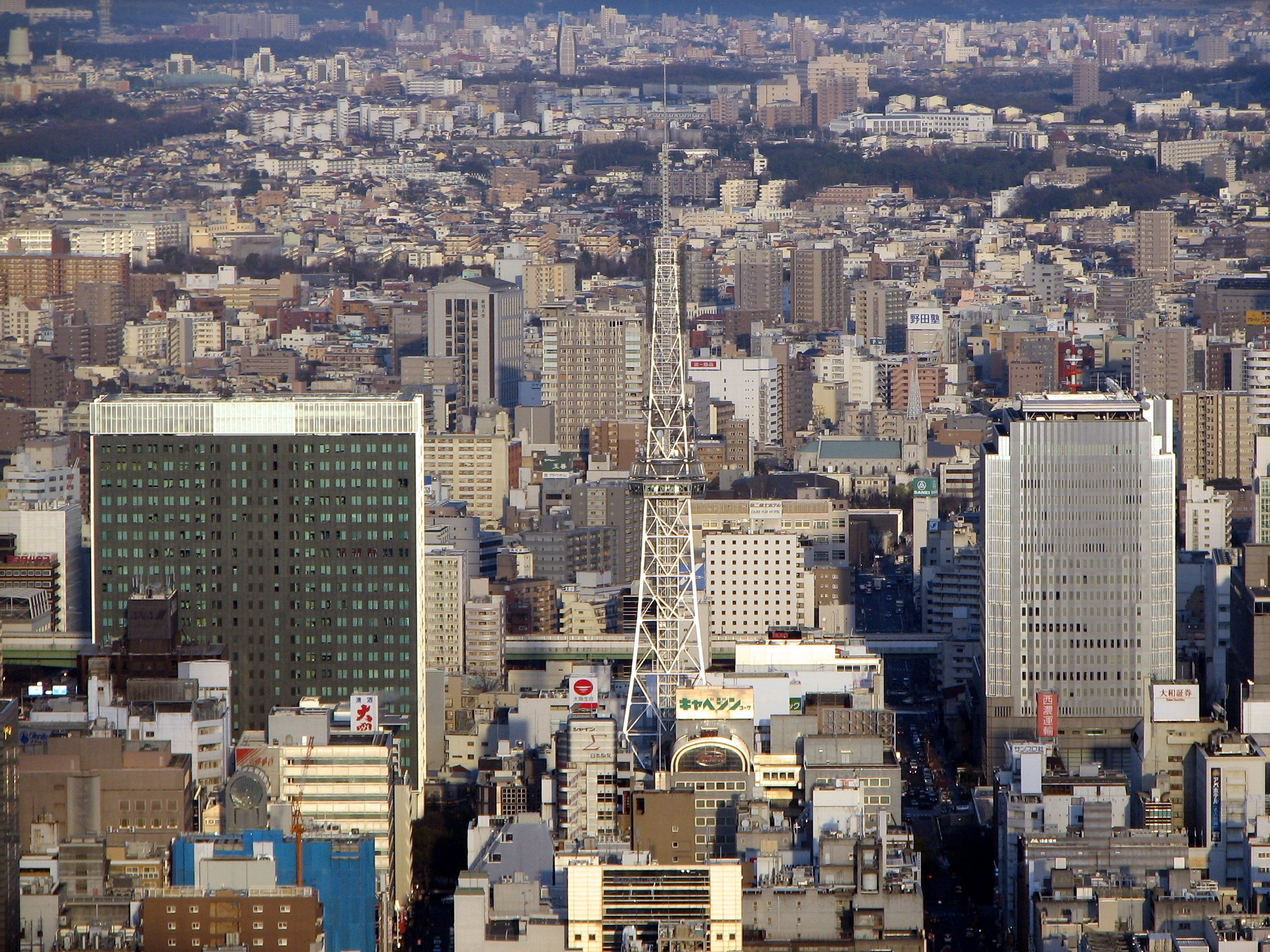
Blick auf den Tower von Midland Square